# Harkie
Harkie är sedan en av SCB avgränsad och namnsatt tätort sydost om Västerås vid Mälaren i Kärrbo socken i Västerås kommun.
Tätorten omfattar bebyggelse i orterna Lybeck, Tångsta, Råstock, Roligheten, Harkie, Lötudden och Mårtenshamn.

## Befolkningsutveckling
| Befolkningsutvecklingen i Harkie 2015–2020                                           | Befolkningsutvecklingen i Harkie 2015–2020 | Befolkningsutvecklingen i Harkie 2015–2020 | Befolkningsutvecklingen i Harkie 2015–2020 | Befolkningsutvecklingen i Harkie 2015–2020 |
| ------------------------------------------------------------------------------------ | ------------------------------------------ | ------------------------------------------ | ------------------------------------------ | ------------------------------------------ |
|                                                                                      |                                            |                                            |                                            |                                            |
| År                                                                                   |                                            |                                            | Folkmängd                                  | Areal (ha)                                 |
| 2015                                                                                 | 2015                                       |                                            | 277                                        | 119                                        |
| 2020                                                                                 | 2020                                       |                                            | 317                                        | 120                                        |
| Anm.: Ny tätort 2015. De tidigare småorterna Råstock och Roligheten införlivades då. |                                            |                                            |                                            |                                            |